# 프리스탄산
프리스탄산(영어: pristanic acid)은 건강한 사람의 혈장에서 마이크로몰 농도로 존재하는 테르페노이드 산이다. 또한 프리스탄산은 민물 해면동물, 크릴, 지렁이, 웨일, 사람의 유지방, 소의 저장지방, 버터지방 또는 캘리포니아 석유와 같은 다양한 출처의 지질에서도 발견된다. 프리스탄산은 보통 피탄산과 함께 존재한다. 사람에서 프리스탄산은 두 가지 출처로부터 얻어질 수 있는데, 하나는 식사로부터 직접 얻는 것이고, 다른 하나는 피탄산의 α 산화의 생성물로 얻을 수 있다. 생리학적 농도에서 프리스탄산은 퍼옥시좀 증식 활성화 수용체 알파(PPARα)의 천연 리간드이다. 간에서 프리스탄산은 퍼옥시좀의 β 산화에 의해 프로피오닐-CoA로 분해된다. 프리스탄산은 피탄산과 함께 젤웨거 증후군과 같은 몇몇 유전 질환에서 축적된다.
프리스탄산의 염 및 에스터는 프리스탄산염 또는 프리스타네이트(pristanate)라고 한다.

## 역사 및 어원
프리스탄산은 1964년에 R. P. 한센(R. P. Hansen)과 J. D. 모리슨(J. D. Morrison)에 의해 버터지방으로부터 최초로 분리되었다. 프리스탄산이란 이름은 해당하는 탄화수소인 프리스테인(2,6,10,14-테트라메틸펜타데케인)에서 유래한 것이다. 프리스테인은 상어의 간에서 분리되었는데, 프리스테인이라는 이름은 "상어(shark)"를 의미하는 라틴어 "pristis"에서 유래되었다.

## 같이 보기
- 피탄산
- 테르페노이드